# Salicornia heterantha
Salicornia heterantha är en amarantväxtart som beskrevs av S. S. Beer och Demina. Salicornia heterantha ingår i släktet glasörter, och familjen amarantväxter. Inga underarter finns listade i Catalogue of Life.